# Лаг інвестиційний
Лаг інвестиці́йний (рос. инвестиционный лаг; англ. investment lag ; нім. Investitionslog n) — розрив у часі між здійсненням інвестицій (наприклад, у нафтогазовидобувну галузь) і їх окупністю. 
Включає в себе час обороту усіх виробничих капіталовкладень (у тому числі вкладення в обладнання), будівельний лаг, що характеризує середній строк будівництва виробничого об'єкта, і лаг освоєння, який характеризує середній строк, необхідний для досягнення проектної потужності введеного в дію об'єкта.